# هيكتور كاستيون
هيكتور كاستيون (بالإسبانية: Héctor Castellón)‏ هو لاعب كرة قدم هندوراسي في مركز الوسط، ولد في 31 أغسطس 1960 في أوموا في هندوراس. لعب مع نادي ديبورتيفو أوليمبيا.